# Bert Bushnell
Bertram Harold Thomas Bushnell, detto Bert (Wargrave, 3 settembre 1921 – Reading, 10 gennaio 2010), è stato un canottiere britannico.

## Palmarès
- Giochi olimpici

Berlino 1936: oro nel due di coppia.